# Dicranomyia (Dicranomyia) flavohumeralis
Dicranomyia (Dicranomyia) flavohumeralis is een tweevleugelige uit de familie steltmuggen (Limoniidae). De soort komt voor in het Oriëntaals gebied.